# Carex mendocinensis
Carex mendocinensis là một loài thực vật có hoa trong họ Cói. Loài này được Olney ex Boott mô tả khoa học đầu tiên năm 1880.